# Kostel svatého Petra a Pavla (Petrovice u Sušice)
Kostel svatého Petra a Pavla leží ve středu obce Petrovice u Sušice, necelých 6 km západně od Sušice. Stavba kostela tvoří dominantu obce. Počátky osídlení v této lokalitě zřejmě souviselo s rýžováním zlata na přelomu 11. a 12. století. První písemná zpráva o obci Petrovice pochází z roku 1319, kde se zmiňuje zajetí rytíře Alberta ze Schönsteina a předání jej do strakonického vězení. Kostel je umístěn na zbytcích valů hradiště zvaného „Vyšehrad.“ V areálu kolem kostela se nacházel hřbitov, který je obehnán hradební zdí. Do tohoto areálu se vchází skrze gotickou bránu. Kostel je poprvé zmíněn v roce 1366 jako plebánie (označení středověké zejména vesnické farnosti, v Čechách zřizované od přelomu 11. a 12. století). Předtím byl ale kostel součást petrovského hrádku, sloužil tedy jako hradní kaple, čemuž nasvědčuje i jeho poloha v centru bývalého hradiště. Stavba nese pevnostní rysy, kostel tak zřejmě plnil i funkci obrannou.

## Stavební fáze

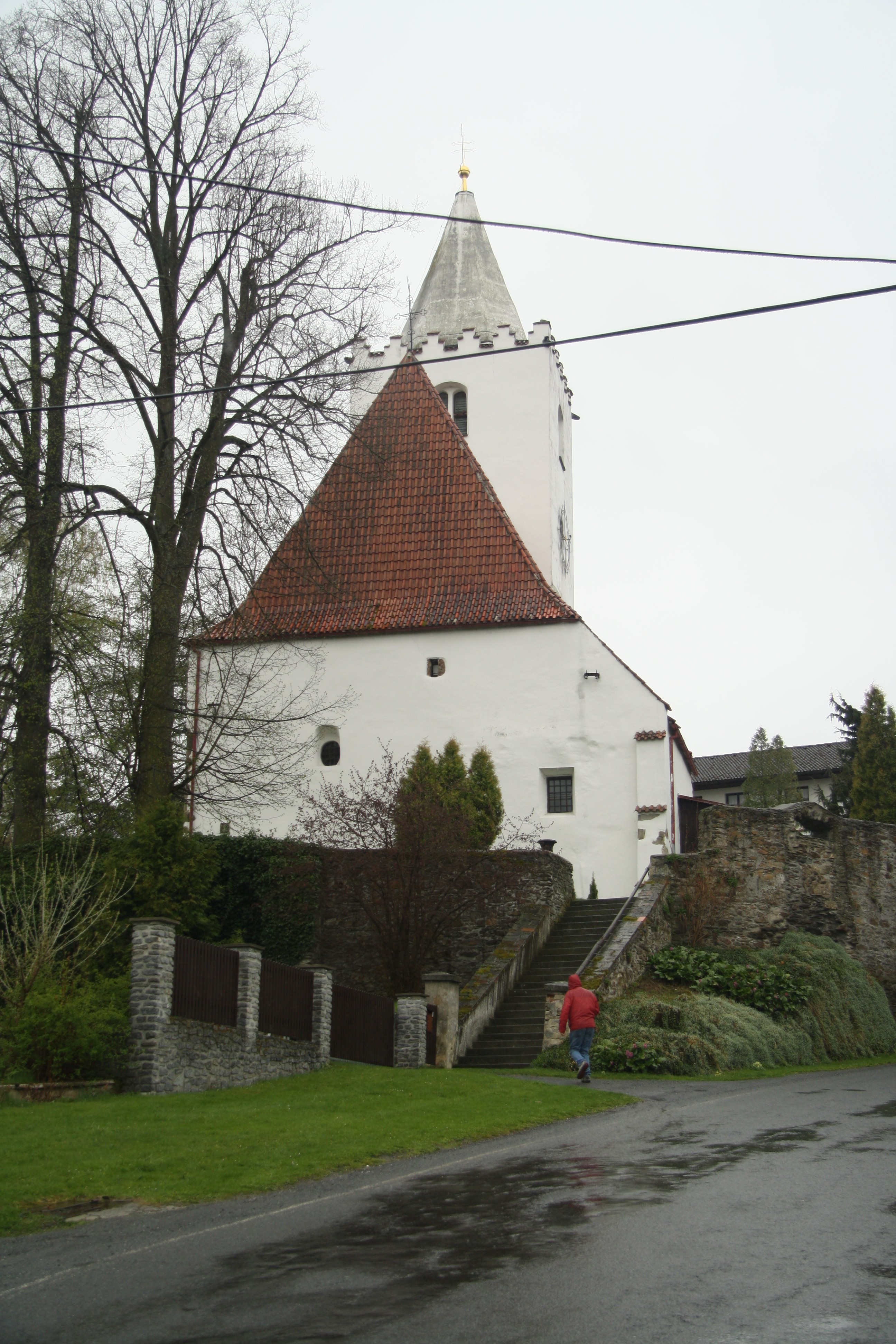
Pohled na kostel

Zejména starší publikace označují věž kostela za románskou, hlavně z důvodu typických sdružených oken. Avšak pozdější badatelé stavbu datují do konce 13. století a řadí ji tak do období gotiky. Románské prvky stavby tak mohu být anachronismem – ve venkovském prostředí slohová přeměna probíhala často se zpožděním v porovnání s vývojem ve větších centrech. Kostel sv. Petra a Pavla byl mnohokrát přestavěn.

## Stavební podoba

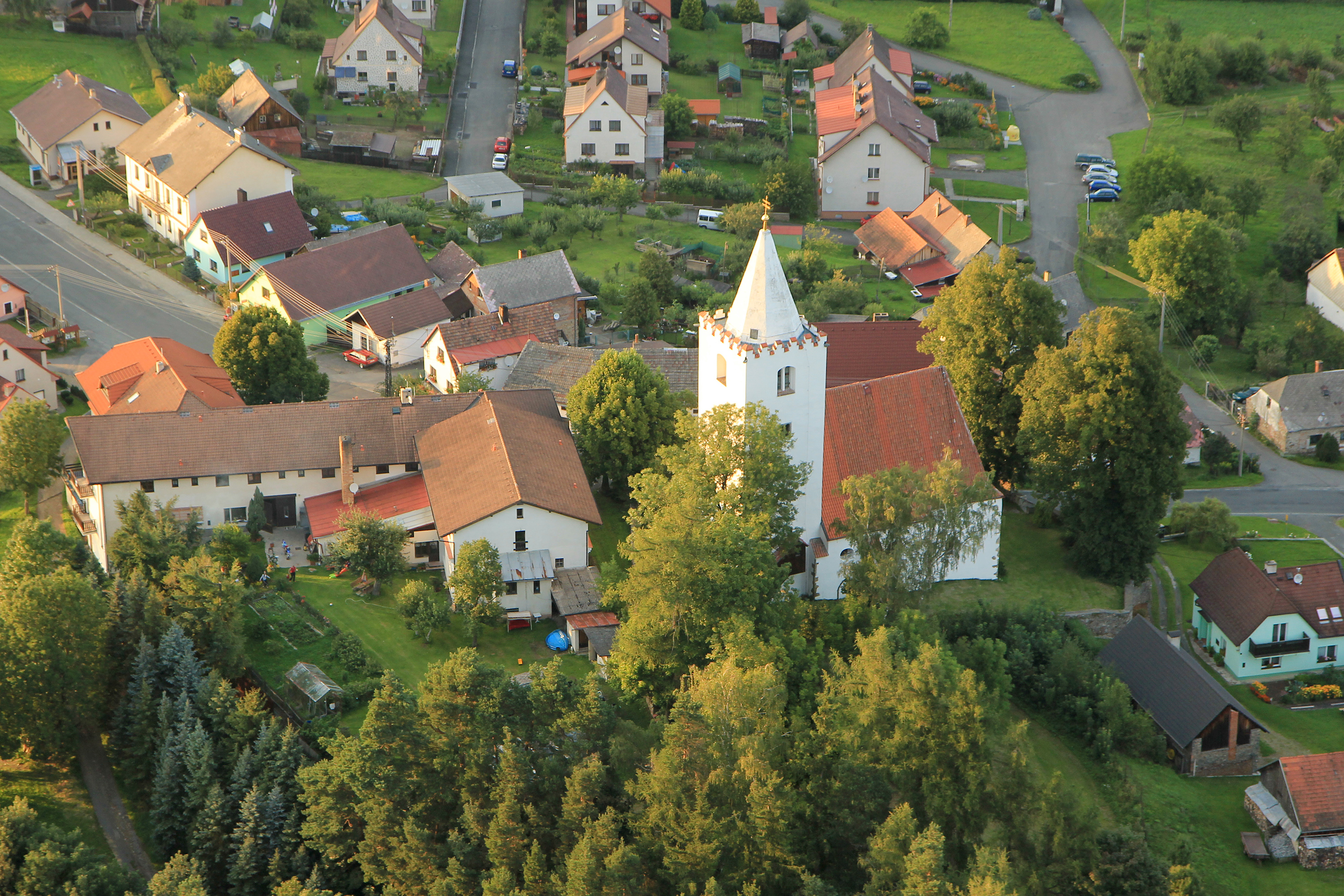
Letecký pohled na kostel

Dnešní podoba kostela sv. Petra a Pavla je jednolodní orientovaná stavba s vysokou sedlovou střechou, s přisazeným čtvercovým presbytářem na východní straně, se zkosenou střechou a sakristií na severní straně. V západním průčelí přiléhá mohutná pětipatrová hranolová věž, zakončena střechou ve tvaru polygonálního jehlanu a pseudogotickým cimbuřím, které nese pevnostní rysy. Na severní straně věže se nachází ciferník hodin, který dříve býval po všech stranách. Nejstarší části stavby jsou věž a loď, které byly během 15. nebo 16. století rozšířeny na severní stranu, spolu s přístavbou sakristie. Rok 1707 se udává jako rok úprav oken lodi a přístavby předsíně nad severním portálem. Trojstupňové cimbuří a podoba dnešní střechy věže je dána romantickou úpravou v 19. století. Loď kostela je plochostropá s barokními okny, která jsou v blízkosti věže kruhová. Strop pod věží je tvořen křížovou klenbou bez žeber a čtvercový presbytář oddělený triumfálním obloukem, je sklenut jedním polem křížové žebrové klenby, jenž dosedá na hranolové konzoly.